# Pattinaggio di velocità ai VII Giochi olimpici invernali - 500 m maschile
La competizione dei 500 m maschili di pattinaggio di velocità dei VII Giochi olimpici invernali si è svolta il giorno 28 gennaio 1956 sulla Pista di Misurina a Auronzo di Cadore. 

## Risultati
| Pos.    | Atleta               | Nazione                   | Tempo |
| ------- | -------------------- | ------------------------- | ----- |
| Oro     | Evgenij Grišin       | Unione Sovietica          | 40"2  |
| Argento | Rafaėl' Grač         | Unione Sovietica          | 40"8  |
| Bronzo  | Alv Gjestvang        | Norvegia                  | 41"0  |
| 4       | Yury Sergeyev        | Unione Sovietica          | 41"1  |
| 5       | Toivo Salonen        | Finlandia                 | 41"7  |
| 6       | Bill Carow           | Stati Uniti               | 41"8  |
| 7       | Colin Hickey         | Australia                 | 41"9  |
| 7       | Bengt Malmsten       | Svezia                    | 41"9  |
| 9       | Matti Hamberg        | Finlandia                 | 42"2  |
| 9       | Juhani Järvinen      | Finlandia                 | 42"2  |
| 11      | Shinkichi Takemura   | Giappone                  | 42"4  |
| 11      | John Werket          | Stati Uniti               | 42"4  |
| 13      | Finn Hodt            | Norvegia                  | 42"5  |
| 13      | Yrjö Uimonen         | Finlandia                 | 42"5  |
| 15      | Bertil Eng           | Svezia                    | 42"6  |
| 16      | Sigmund Søfteland    | Norvegia                  | 42"7  |
| 17      | Hroar Elvenes        | Norvegia                  | 42"8  |
| 17      | Kenneth Henry        | Stati Uniti               | 42"8  |
| 17      | Yoshitaki Hori       | Giappone                  | 42"8  |
| 17      | Bohumil Jauris       | Cecoslovacchia            | 42"8  |
| 21      | Johnny Cronshey      | Gran Bretagna             | 42"9  |
| 22      | Taketsugu Asazaka    | Giappone                  | 43"1  |
| 22      | Guido Citterio       | Italia                    | 43"1  |
| 22      | Gerardus Maarse      | Paesi Bassi               | 43"1  |
| 25      | Gordon Audley        | Canada                    | 43"2  |
| 25      | Raymond Gilloz       | Francia                   | 43"2  |
| 25      | Donald McDermott     | Stati Uniti               | 43"2  |
| 28      | Jang Yeong           | Corea del Sud             | 43"5  |
| 28      | Vladimír Kolář       | Cecoslovacchia            | 43"5  |
| 30      | Jaroslav Doubek      | Cecoslovacchia            | 43"6  |
| 30      | Kiyotaka Takabayashi | Giappone                  | 43"6  |
| 32      | Franz Offenberger    | Austria                   | 43"8  |
| 33      | Guido Caroli         | Italia                    | 43"9  |
| 34      | Jo Yun-Sik           | Corea del Sud             | 44"0  |
| 34      | Helmut Kuhnert       | Squadra Unificata Tedesca | 44"0  |
| 36      | Ralf Olin            | Canada                    | 44"1  |
| 37      | Ernst Biel           | Austria                   | 44"2  |
| 37      | Kees Broekman        | Paesi Bassi               | 44"2  |
| 37      | Sigvard Ericsson     | Svezia                    | 44"2  |
| 40      | Erich Kull           | Svizzera                  | 44"3  |
| 41      | Kurt Eminger         | Austria                   | 44"4  |
| 42      | Gunnar Ström         | Svezia                    | 44"7  |
| 43      | Wim de Graaff        | Paesi Bassi               | 44"9  |
| 44      | Alex Connell         | Gran Bretagna             | 45"2  |
| 45      | John Hearn           | Gran Bretagna             | 45"9  |
| -       | Jurij Michajlov      | Unione Sovietica          | Rit.  |
| -       | Johnny Sands         | Canada                    | Rit.  |